# ČPP aréna
Die ČPP aréna ist eine Eissporthalle in der tschechischen Stadt Hradec Králové, Ostböhmen. Sie ist seit 1957 die Heimspielstätte des Eishockeyclubs Mountfield HK. Die Eishalle bietet heute ein Platzangebot von 6.890 Plätzen, die sich in 3.655 Sitz- und 3.235 Stehplätze aufteilen. Die Eisfläche ist 60 m × 30 m groß.

## Geschichte

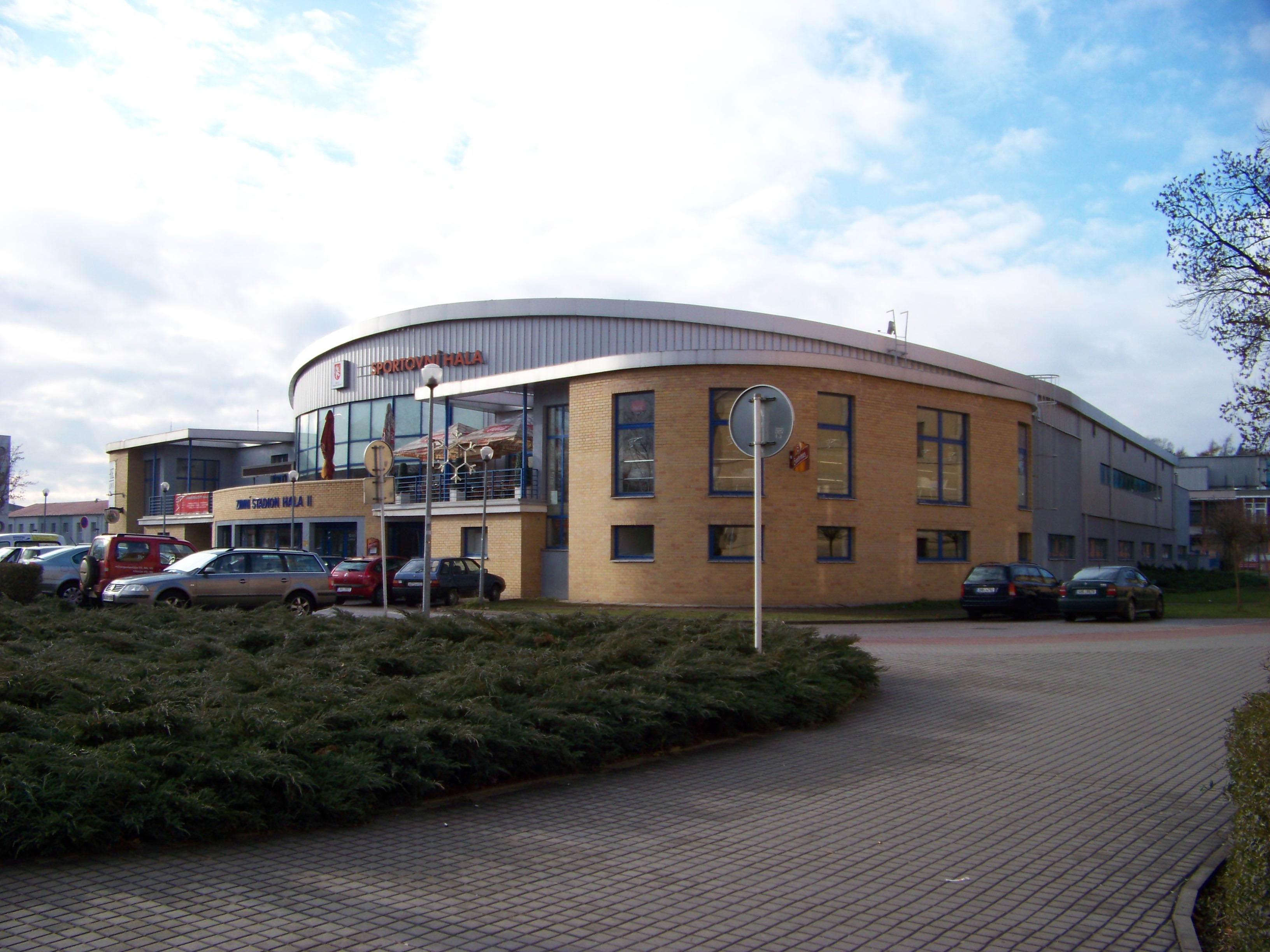
Außenansicht der zweiten Halle Zimní stadion Hala II

Die 1957 eingeweihte Anlage verfügte zunächst nur über eine Eisbahn. Im Jahr 1969 begann die Überdachung der Fläche und eine Eishalle entstand, die 1976 öffnete. Anlässlich der Eishockey-Europameisterschaft der U18-Junioren wurde 1980 neben der Arena eine zweite Eisfläche angelegt. Sie wurde 2001 überdacht und bietet den Besuchern derzeit 500 Stehplätze. 
2007 begann eine umfangreiche Sanierung der Eishalle. Es wurden u. a. ein neues Kühlsystem und Logen für Sponsoren und V.I.P.-Gäste eingebaut. Die Tribünen und Sitze sowie die Hallenbeleuchtung wurden erneuert. Unter dem Dach wurde ein Videowürfel installiert. Nachdem der Sponsorenvertrag über die Namensrechte im Juni 2017 beendet wurde, trägt die Halle seit dem 1. September des Jahres den Sponsorennamen ČPP aréna, nach dem zur Vienna Insurance Group gehörenden Versicherungsunternehmen ČPP. Der Vertrag läuft zunächst bis zum 30. April 2018.

## Veranstaltungen
Die Partien der A-Gruppe der Eishockey-Europameisterschaft der U18-Junioren 1980 wurden im Eisstadion von Hradec Králové ausgetragen. Neben der ČEZ Aréna in Pardubice war das damalige Zimní stadion Hradec Králové Spielort der Top-Division der Eishockey-Weltmeisterschaft der U20-Junioren 2002. 
Neben Eishockey finden auch andere Sportereignisse in der Halle statt. 2000 war die Sporthalle ein Austragungsort der IIHF Inlinehockey-Weltmeisterschaft der Männer. Die Basketball-Europameisterschaft der Damen 2017 fand in drei Hallen in Tschechien statt. In Hradec Králové wurden die Spiele der Gruppe A und B sowie zwei Partien der Qualifikation für das Viertelfinale ausgetragen.